# جامعة إنغولشتات
جامعة إنغولشتات (بالألمانية: Universität Ingolstadt)‏ هي جامعة ألمانية أسسها سنة 1472 لويس الثري، دوق بافاريا آنذاك، وكان أول مستشار لها هو أسقف آيخشتات. أنشئت الجامعة على غرار جامعة فيينا، وكان هدفها الأول «نشر الإيمان المسيحي». تكونت عند إنشائها من خمس كليات هي كلية الإنسانيات، وكلية العلوم، وكلية اللاهوت، وكلية القانون، وكلية الطب.
ارتبطت الجامعة بحركة المتنورين في القرن الثامن عشر، وأقفلت في مايو 1800 بأمر من الأمير الناخب ماكسيميليان الرابع (ماكسيميليان الأول ملك بافاريا، فيما بعد)، ونقلت أولًا إلى لاندسهوت، ثم نقلت بأمر من الملك لودفيغ الأول إلى العاصمة ميونخ (جامعة لودفيغ ماكسيميليان في ميونخ).